# Nanohyla
Nanohyla — рід жаб родини карликових райок (Microhylidae). Містить 10 видів.

## Таксономія
Всі представники роду раніше були розміщені в Microhyla. Морфологічний і філогенетичний аналіз 2021 року показав, що Nanohyla утворює окрему лінію від Microhyla і Glyphoglossus.

## Поширення
Рід поширений в Південно-Східній Азії (В'єтнам, Лаос, Камбоджа, Таїланд, Малайзія, Бруней, Індонезія та Філіппіни).

## Види
- Nanohyla albopunctata (Poyarkov, Gorin, & Trofimets, 2023)
- Nanohyla annamensis (Smith, 1923)
- Nanohyla annectens (Boulenger, 1900)
- Nanohyla arboricola (Poyarkov, Vassilieva, Orlov, Galoyan, Tran, Le, Kretova & Geissler, 2014)
- Nanohyla hongiaoensis (Hoang, Nguyen, Luong, Nguyen, Orlov, Chen, Wang & Jiang, 2020)[3]
- Nanohyla marmorata (Bain & Nguyen, 2004)
- Nanohyla nanapollexa (Bain & Nguyen, 2004)
- Nanohyla perparva (Inger & Frogner, 1979)
- Nanohyla petrigena (Inger & Frogner, 1979)
- Nanohyla pulchella (Poyarkov, Vassilieva, Orlov, Galoyan, Tran, Le, Kretova & Geissler, 2014)